# Кшиштоф Кмітич
Кшиштоф Кмітич (*д/н — 1552) — державний та військовий діяч часів Великого князівства Литовського.

## Життєпис
Походив з український шляхетський роду Кмітів гербу Хоругви Кмітів. Син Кміти Олександровича, черкаського намісника. Про дату народження й молоді роки практично відсутні відомості.
У 1523 році призначається державцем (на кшталт каштеляна) Чорнобильського замку, змінивши свого шварга Михайло Павшу. 1524 році Кшиштофа на цій посаді змінив Кшиштоф Івашенцович. Водночас стає чорнобильським старостою. У 1524 році з наказу Сигізмунда I, великого князя Литовського і короля Польського Кшиштоф Кміта разом з Семеном Полозовичем зібрав загін з козаків, ходив на низ Дніпра, де тиждень блокували 40-тисячну орду (поверталася з походу на Галичину) на Таванському перевозі, не даючи їй змоги переправитися. Після цього походу з Полозовичем запропонував королю створити у нижньому Подніпров'ї постійний козацький форпост. Хоча урядовий проект провалився через нестачу коштів, ідея охорони південного прикордоння силами козаків збереглася.
У 1527 році стає королівським дворянином. Водночас зумів значно розширити земельні володіння на Київщині. У 1534 році отримав Овруцьке староство, але 1536 року вимушений був передати його Андрію Немировичу. Натомість отримує вінницьке староство. У 1541 році знову стає овруцьким старостою. Андрій Капуста подав позов на Кшиштофа у 1546 році про не передання Овруцького замку, на який Капуста отримав привілей, король Сигізмунд II Август відклав розгляд цієї справи на пізніше. Лише у 1547 році Овруцьке староство передано Капусті. Помер Кшиштоф Кміта у 1552 році. Усі маєтності успадкував небіж Філон Кміта.